# Konak Marković à Ratkovac
Le konak Marković à Ratkovac (en serbe cyrillique : Конак Марковића у Ратковцу ; en serbe latin : Konak Markovića u Ratkovcu) se trouve à Ratkovac, dans la municipalité de Lajkovac et dans le district de Kolubara, en Serbie. Il est inscrit sur la liste des monuments culturels protégés de la république de Serbie (identifiant no SK 2038),,.

## Présentation
Le konak a été construit dans la seconde moitié du XIXe siècle, sans doute vers 1870, pour recevoir des invités ou des hôtes dans les grandes occasions.
Il est constitué d'un rez-de-chaussée en pierres concassées et d'étage avec des murs en bois formant une avancée soutenue par des piliers eux aussi en bois. Le toit à quatre pans est recouvert de tuiles. À l'étage, un couloir ouvert sur le doksat (sorte de balcon-terrasse) divise l'espace intérieur qui comprend plusieurs pièces dont une vaste salle à manger.